# Leo Szilard Lectureship Award
Der Leo Szilard Lectureship Award ist ein jährlich von der American Physical Society vergebener Wissenschaftspreis. Benannt ist er nach dem ungarisch-deutsch-amerikanischen Physiker und Molekularbiologen Leó Szilárd. Erstmals vergeben wurde er 1974, damals noch undotiert und unter der Bezeichnung Leo Szilard Award. Mit finanzieller Unterstützung unter anderem von der Packard- und der MacArthur-Stiftung wird seit 1998 ein Preisgeld vergeben: zunächst 1000 US-Dollar beträgt es, Stand 2017, 3000 Dollar. Darüber hinaus erhält der Preisträger eine finanzielle Unterstützung zum Halten von Vorträgen.
Ausgezeichnet werden Personen, die sich in der Anwendung wissenschaftlicher physikalischer Erkenntnisse zum Nutzen der Allgemeinheit hervorgetan haben, insbesondere in den Bereichen Umweltschutz, Rüstungskontrolle und Wissenschaftspolitik. Der Preis hat die Form eines Delphins, dies nimmt Bezug auf eine Kurzgeschichte von Szilárd namens Die Stimme der Delphine.

## Liste der Preisträger
- 1974: David Inglis
- 1975: Bernard T. Feld
- 1976: Richard Garwin
- 1977: nicht vergeben
- 1978: Matthew Meselson
- 1979: Frank Sherwood Rowland
- 1980: Sidney Drell

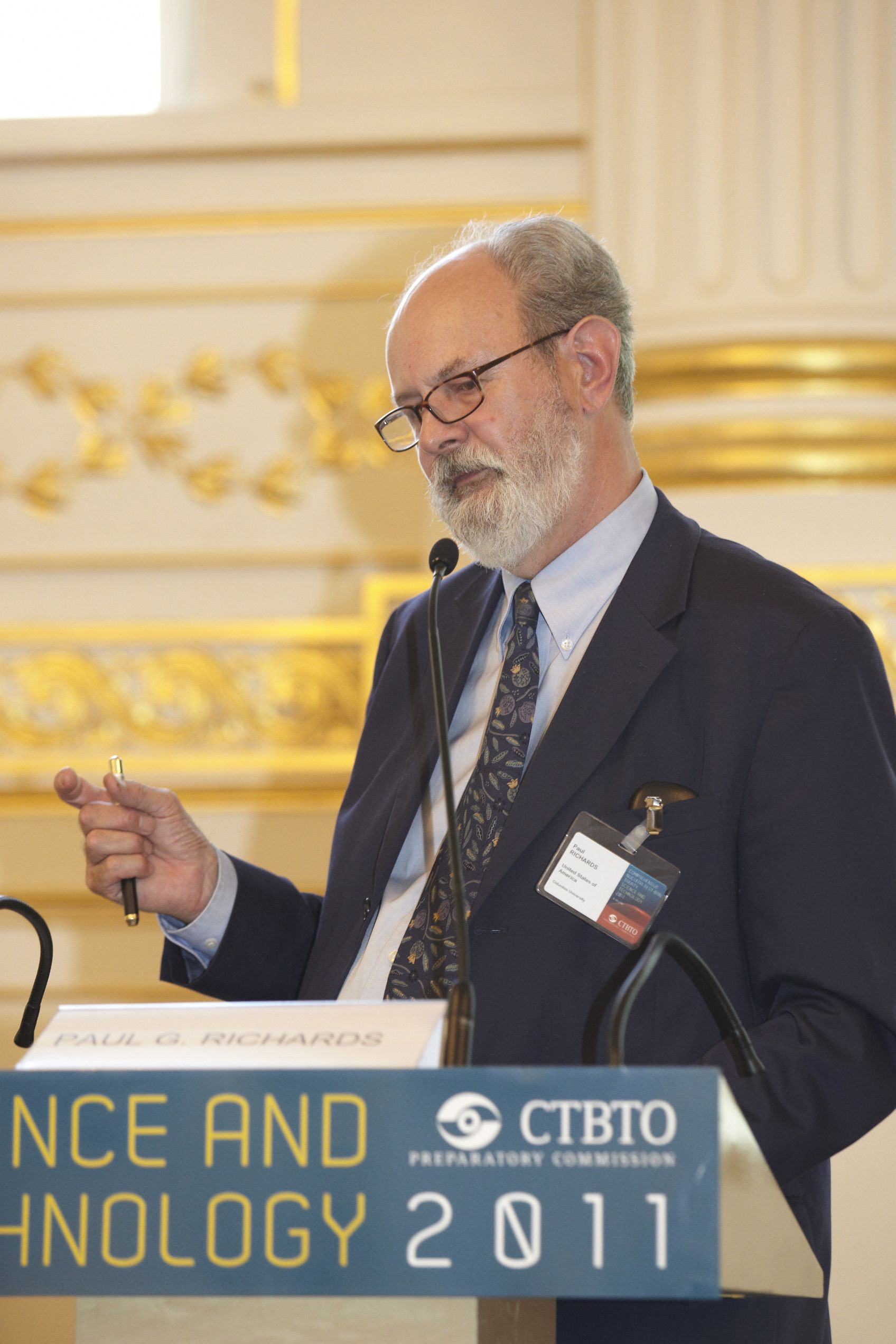
Paul G. Richards

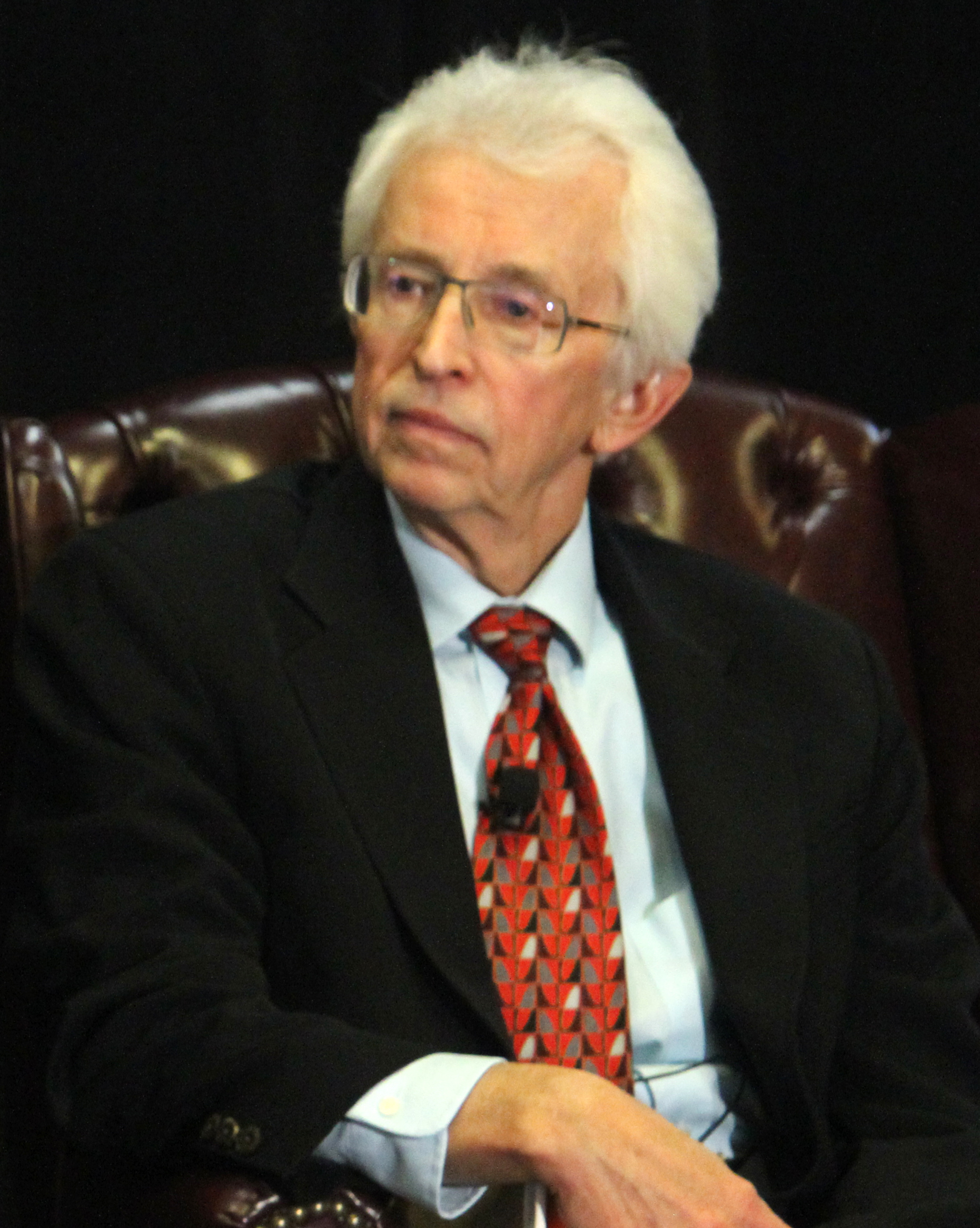
Siegfried S. Hecker

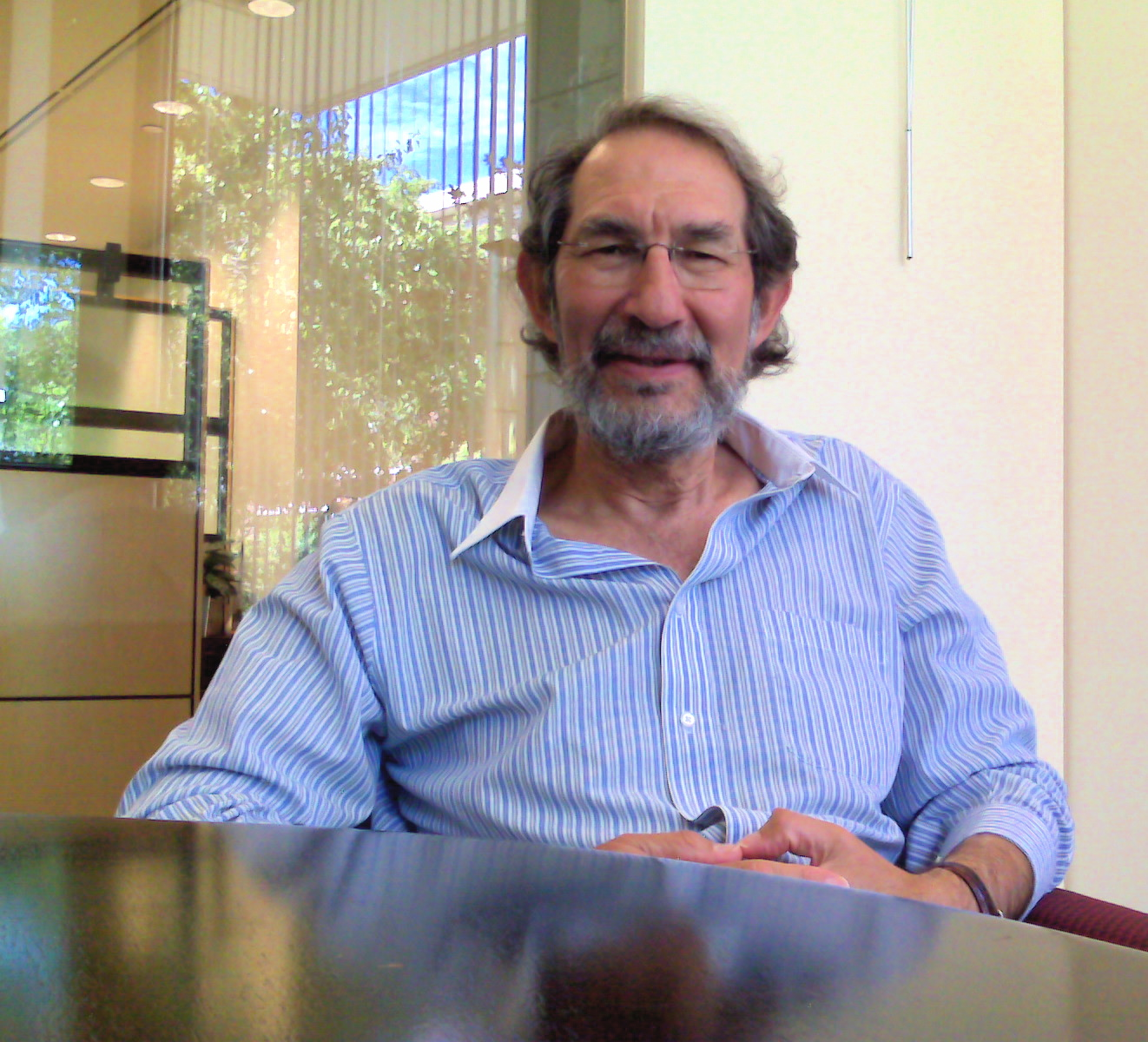
Geoffrey West

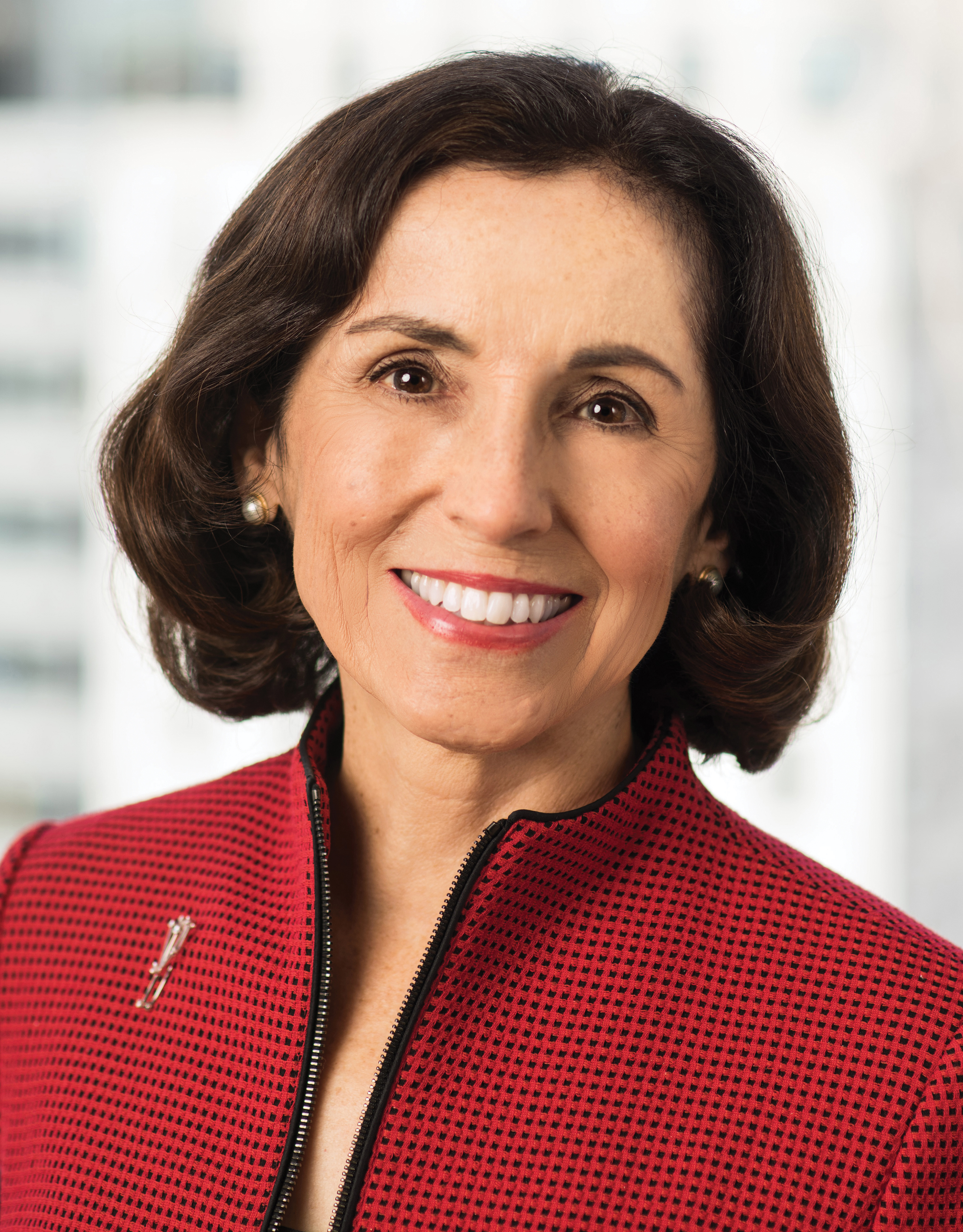
France A. Córdova

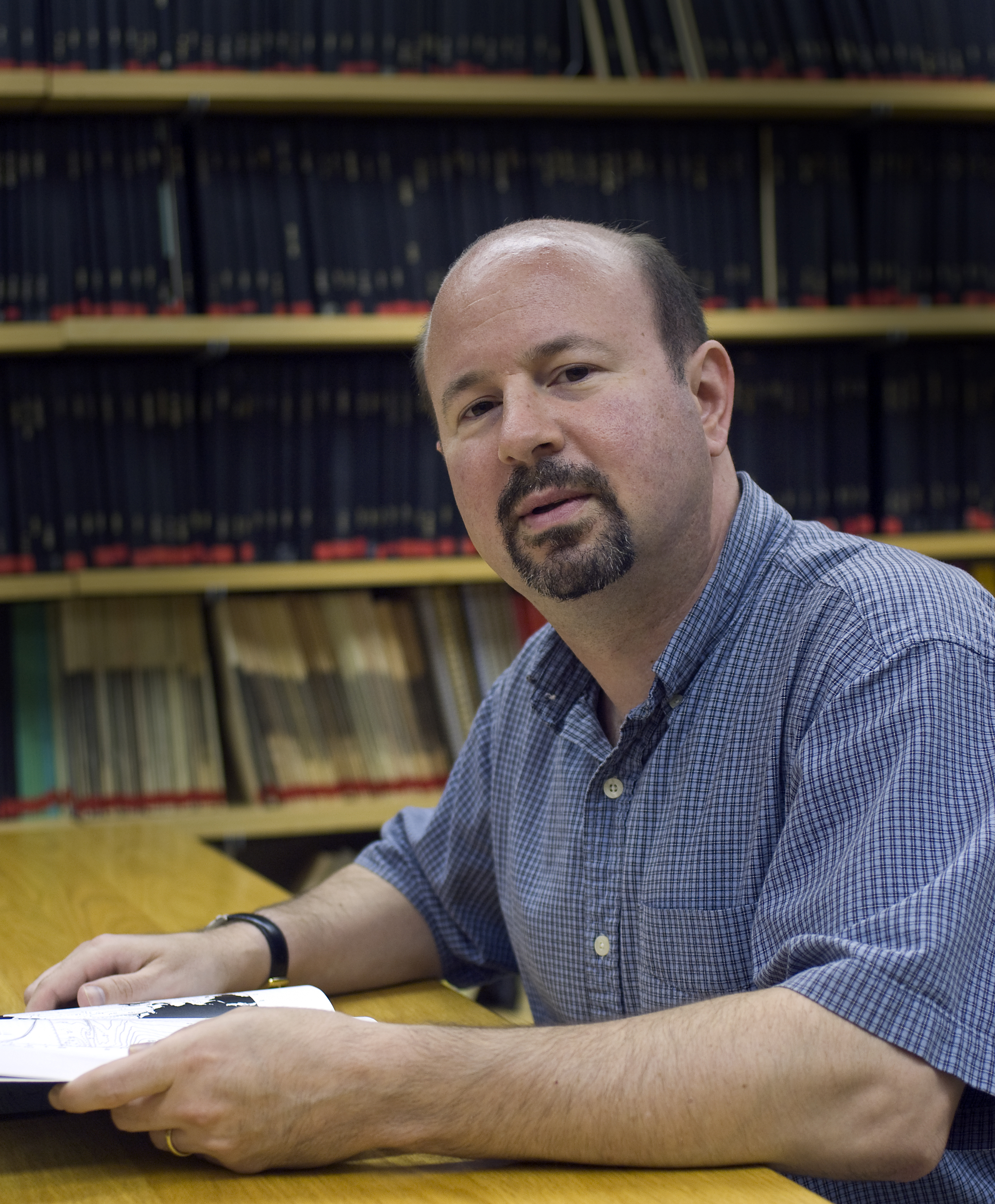
Michael E. Mann

- 1981: Henry Way Kendall, Hans Bethe
- 1982: Wolfgang Panofsky
- 1983: Andrei Sacharow
- 1984: Kosta Tsipis
- 1985: James B. Pollack, Owen Toon, Thomas Ackerman, Richard P. Turco, Carl Sagan, John Birks, Paul Crutzen
- 1986: Arthur H. Rosenfeld
- 1987: Thomas B. Cochran
- 1988: Robert H. Williams
- 1989: Anthony Nero
- 1990: Theodore A. Postol
- 1991: John H. Gibbons
- 1992: Kurt Gottfried
- 1993: Ray Kidder, Roy Woodruff
- 1994: Herbert York
- 1995: Jewgeni Welichow, Roald Sagdejew
- 1996: David Hafemeister
- 1997: Thomas Lee Neff
- 1998: David B. Goldstein, Howard Geller
- 1999: John Alexander Simpson
- 2000: Jeremiah David Sullivan
- 2001: John Harte
- 2002: Henry C. Kelly
- 2003: Robert H. Socolow
- 2004: Marc Ross
- 2005: David K. Barton, Roger Falcone, Daniel Kleppner, Frederick K. Lamb, Ming K. Lau, Harvey L. Lynch, David Moncton, David Montague, David E. Mosher, William Priedhorsky, Maury Tigner, David R. Vaughan
- 2006: Paul G. Richards
- 2007: James E. Hansen
- 2008: Anatoli Dijakow, Pavel Podvig
- 2009: Raymond Jeanloz
- 2010: Frank von Hippel
- 2011: John F. Ahearne
- 2012: Siegfried S. Hecker
- 2013: Geoffrey West
- 2014: M. V. Ramana, Ramamurti Rajaraman
- 2015: Ashok Gadgil
- 2016: Joel Primack
- 2017: James Timbie
- 2018: Edwin Stuart Lyman
- 2019: Zia Mian
- 2020: France A. Córdova
- 2021: Steve Fetter
- 2022: Michael E. Mann
- 2023: Laura Grego
- 2024: Robert J. Budnitz
- 2025: Alexander Glaser